# Carnell Peak
Der Carnell Peak ist ein 1730 m hoher Berg im westantarktischen Ellsworthland. Er ragt im südlichen Teil der Watlack Hills in der Heritage Range des Ellsworthgebirges auf.
Der Berg wurde vom United States Geological Survey im Rahmen der Erfassung des Ellsworthgebirges in den Jahren 1961 bis 1966 durch Vermessungen vor Ort und Luftaufnahmen der United States Navy kartografiert. Das Advisory Committee on Antarctic Names benannte ihn nach Lieutenant Donald Lee Carnell vom Civil Engineer Corps der United States Navy. Carnell diente im antarktischen Sommer 1965/66 als Wartungsoffizier auf der Landebahn Williams Field im McMurdo-Sund und war verantwortlich für die erste Durchbohrung des Ross-Schelfeises auf 50 Meter Tiefe.